# ماجنوم بي آي
ماجنوم بي آي Magnum, P.I. هو مسلسل تلفزيوني أمريكي شهير من بطولة توم سيليك في دور توماس ماجنوم محقق خاص يعيش في أواهو في هاواي. وقد استمر المسلسل من عام 1980 إلى 1988 على المحطة الأمريكية سي بي إس. المسلسل من بطولة توم سيليك وجون هيلرمان وروجر موسلي ولاري مانيتي.

## روابط خارجية
- ماجنوم بي آي على موقع IMDb (الإنجليزية)
- ماجنوم بي آي على موقع ميتاكريتيك (الإنجليزية)
- ماجنوم بي آي على موقع روتن توميتوز (الإنجليزية)
- ماجنوم بي آي على موقع كينوبويسك (الروسية)
- ماجنوم بي آي على موقع ألو سيني (الفرنسية)
- ماجنوم بي آي على موقع قاعدة بيانات الفيلم (الإنجليزية)